# Perlpilz
Der Perlpilz oder Rötende Wulstling (Amanita rubescens) ist eine essbare Pilzart aus der Familie der Wulstlingsverwandten. Markant und namensgebend ist die rosarote bis rötliche Verfärbung an verletzten Stellen. Ältere Fruchtkörper sind häufig mit ebenso verfärbten Madengängen durchzogen. Der Perlpilz ist häufig, weit verbreitet und kann sowohl in Laub- als auch in Nadelwäldern gefunden werden.

## Merkmale

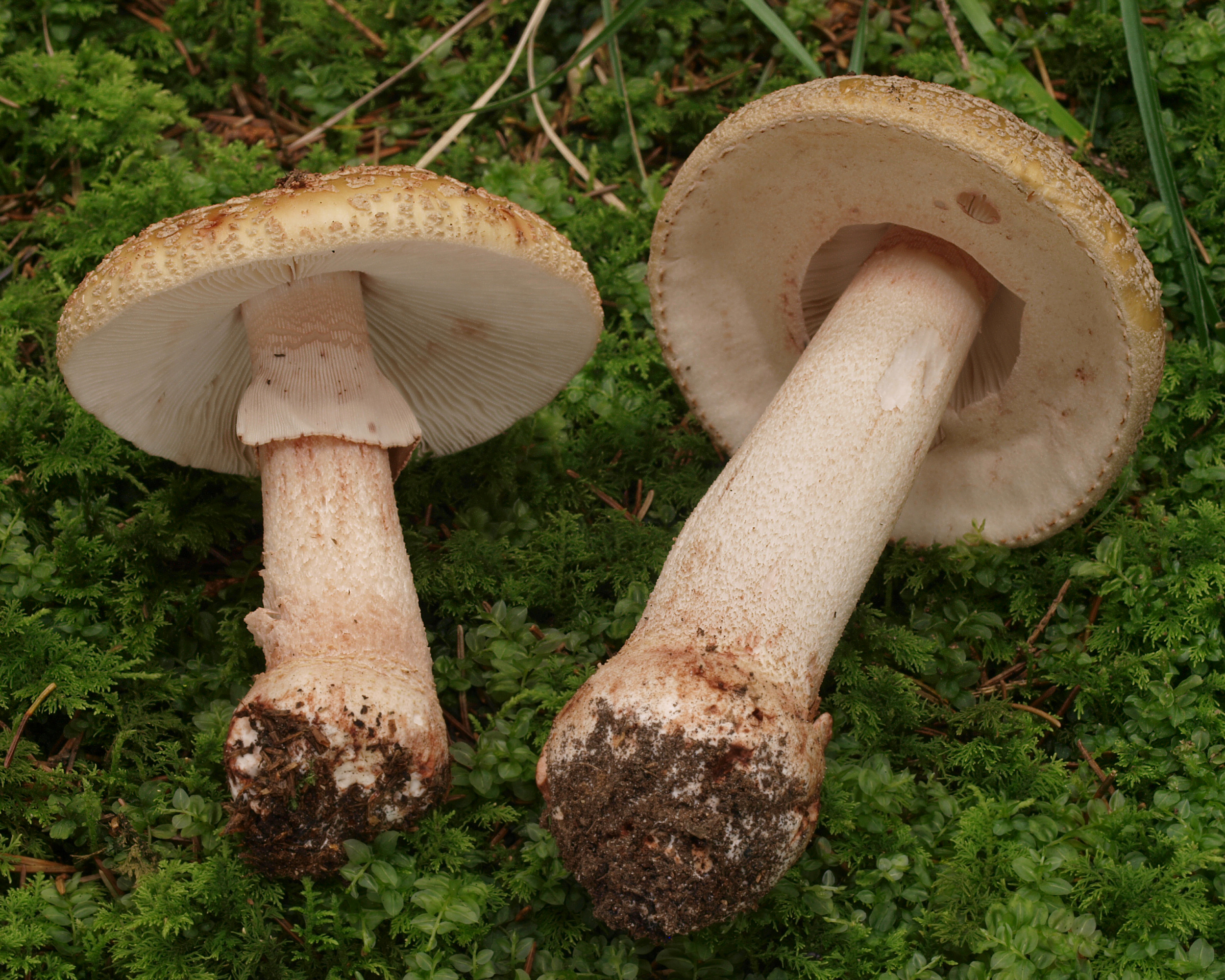
Das häutige, meist am Stiel als Manschette herabhängende Teilvelum des Perlpilzes (A. rubescens) ist deutlich gerieft.

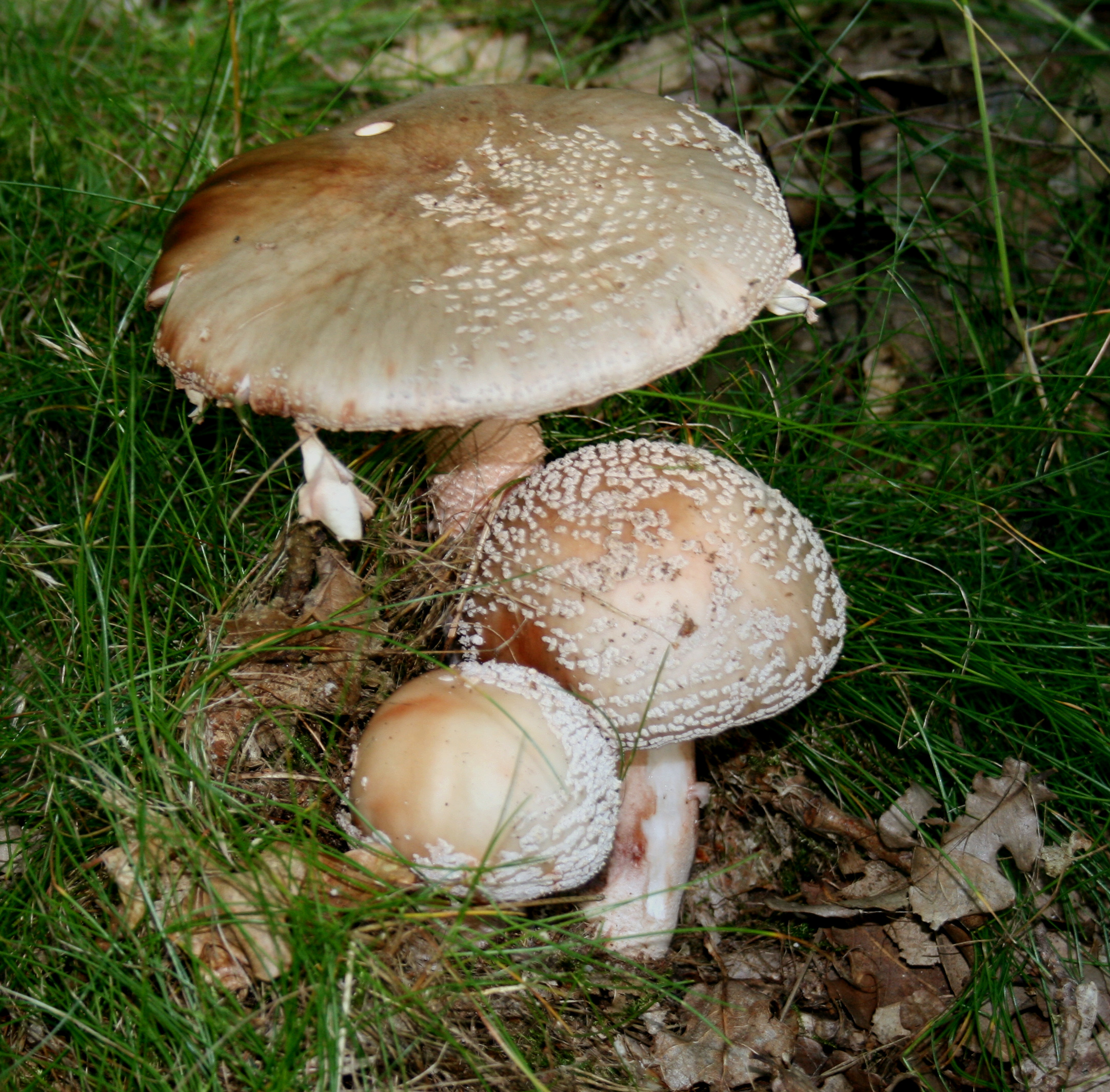
Außen zeigen die Fruchtkörper des Perlpilzes oft rötliche Flecken.

### Makroskopische Merkmale
Das äußere Erscheinungsbild ist abhängig vom Standort und von der Witterung sehr variabel. Der anfangs fast kugelige, später aufschirmende Hut misst in der Breite 4 bis 16 Zentimeter. Er ist meist fleischbraun, blass rötlich bis braunrot gefärbt, kann aber auch gelbbraune, graugelbe bis grauweißliche Töne besitzen; der Rand ist nicht oder kaum gerieft. Der Hut ist mit grauweißen oder rötlichgrauen, flachen Velumresten bedeckt. Die Huthaut ist leicht abziehbar; die Trama darunter ist blass rötlich gefärbt. Die weißen Lamellen haben vor allem im Alter rot-braune Flecken. Sie sind recht breit, engstehend und besitzen eine weiche Konsistenz. Auch wenn die Wulstlinge als Gattung mit freien Lamellen gelten, sind sie beim Perlpilz oft am Stiel angeheftet.
Auch der weißliche Stiel bekommt später vor allem im unteren Teil und an verletzten Stellen rot-braune Flecken oder Streifen. Er wird bis zu 16 Zentimeter lang und drei Zentimeter dick, wobei er sich nach oben hin verjüngt. Bei längerer Trockenzeit ist die Oberfläche deutlich quer zur Längsachse gebändert und erscheint daher genattert. Im Alter wird der Stiel hohl. Nach dem Aufschirmen des Huts bleibt das häutige weiße Teilvelum als hängende und oberseits deutlich geriefte Manschette zurück. Über dieser ist der Stiel bis zum Hut weiß gestreift, darunter ist er faserig-flockig bis kleinschupig. Die Stielbasis ist knollig verdickt, wobei kein abgesetzter Rand, sondern ein allmählicher Übergang vorhanden ist. Am Übergangsbereich befinden sich wenig ausgeprägte, ringartig um den Stiel angeordnete Warzen. Das weiße Fleisch rötet langsam, ist oft madig und weist dann typisch weinrot verfärbte Fraßgänge auf. Es besitzt einen unbedeutenden Geruch und einen zunächst süßlichen, später etwas kratzenden Geschmack. Das Sporenpulver ist weiß und amyloid.

### Merkmale der Sporen
Die Sporen sind weiß, elliptisch geformt und 7–9 × 5–7 Mikrometer groß.

## Artabgrenzung
Der Perlpilz ähnelt anderen bräunlich gefärbten Wulstlingen. Die rötlichen Töne im Fleisch und am Hut sind aber bei den Wulstlingen einzigartig und machen den Perlpilz in seiner typischen Form leicht kenntlich.

### Pantherpilz

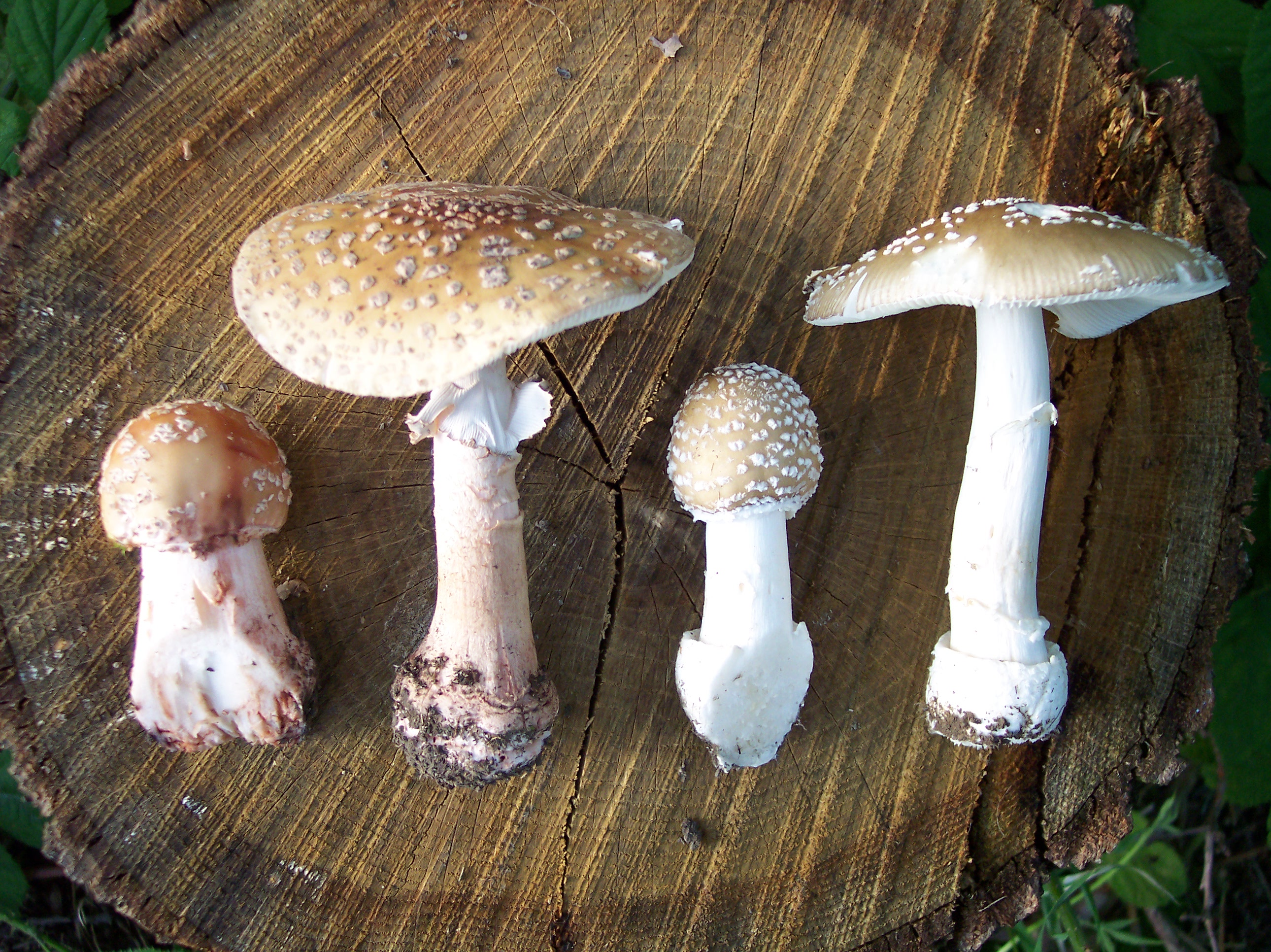
Perlpilz (Amanita rubescens) und rechts Pantherpilz (Amanita pantherina) im Vergleich in verschiedenen Streckungsstadien

Beim Sammeln für Speisezwecke ist eine Verwechslung mit dem stark giftigen Pantherpilz (A. pantherina) besonders schwerwiegend. Außer durch die fehlenden Rottöne unterscheidet er sich außerdem durch kleine, weiße, tüpfelförmige Velumreste, eine ungeriefte (in Ausnahmefällen schwach geriefte) auf Höhe der Stielmitte tiefer sitzende und kleinere Manschette und eine mit charakteristisch wulstigem Rand abgesetzte, dünnere Knolle, oft mit weiteren gürtelförmigen Wulsten. Der Pantherpilz ist meist schlanker gebaut, sein Hutrand ist im Normalfall gerieft. Weiterhin unterscheidet er sich durch seinen Rettichgeruch.

### Grauer Wulstling

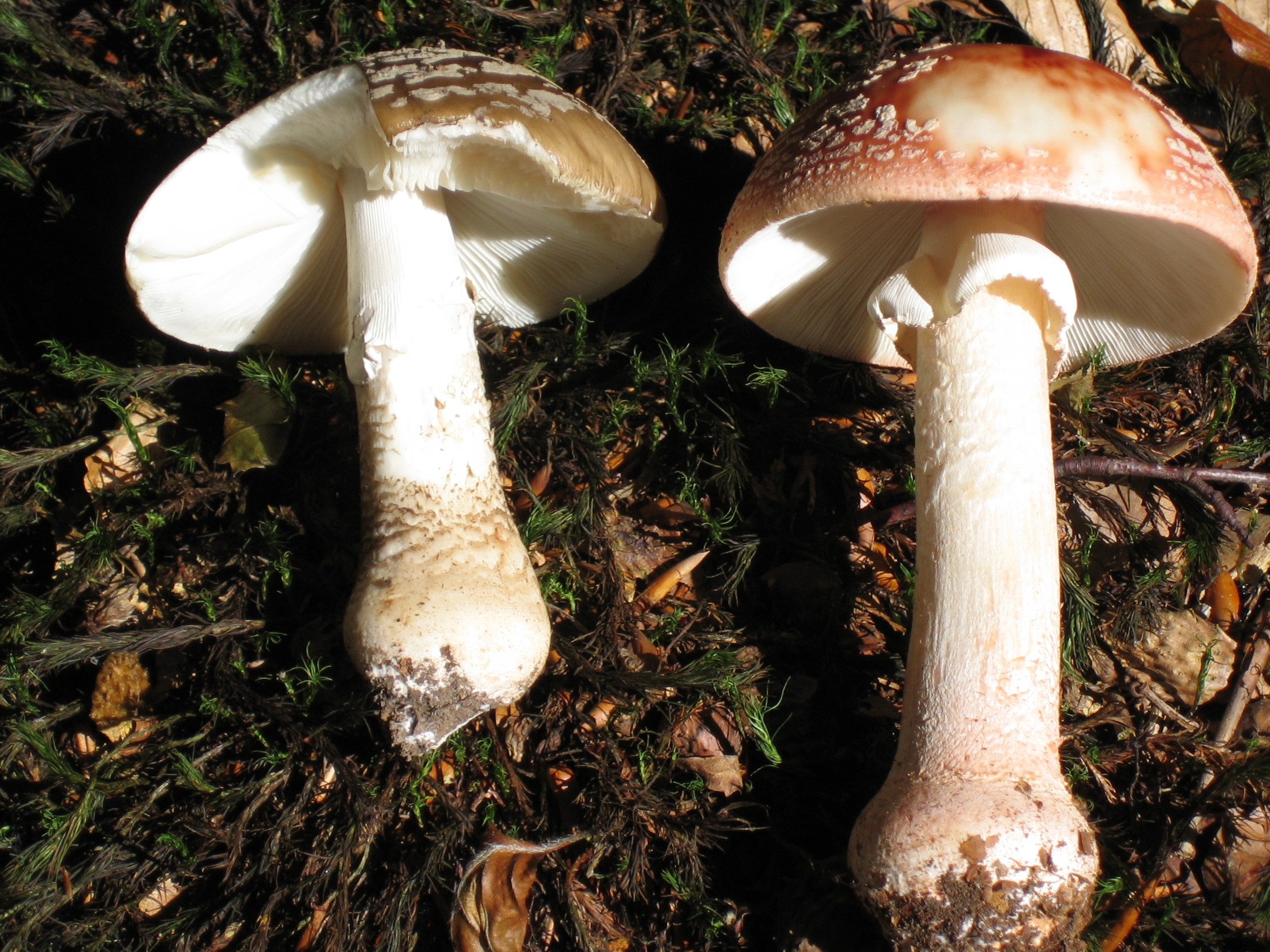
Grauer Wulstling (links) und Perlpilz (rechts) im direkten Vergleich

Der Graue Wulstling (Amanita excelsa) ist essbar, aber von geringerer geschmacklicher Qualität. Sein Habitus ist dem des Perlpilzes sehr ähnlich; zusätzlich zu den fehlenden Rottönen unterscheidet er sich von diesem aber außerdem durch den rettichartigen Geruch.

### Andere Wulstlinge
Der schwach giftige Porphyrbraune Wulstling (Amanita porphyria) unterscheidet sich durch eine violettliche Hutfärbung, eine deutlich abgesetzte Stielknolle und eine un- bis höchstens schwach geriefte Manschette.
Der seltene giftige Königsfliegenpilz (Amanita regalis) zeigt im Längsschnitt eine gelbe Zone unter der Huthaut, hat einen ungerieften, oft mit bräunlichen Flocken besetzten Ring und eine warzig besetzte Stielknolle. Ebenso der Fliegenpilz (Amanita muscaria), der meist einen gänzlich rot gefärbten Hut mit weißen Velumresten hat.
Wer Perlpilze sammelt, sollte darüber hinaus auch den giftverdächtigen Rauen Wulstling (Amanita franchetti) sicher erkennen können, welcher zwar gegenwärtig (noch?) nicht häufig ist, dennoch lokal in Deutschland in warmen Wäldern auftreten kann. Er unterscheidet sich durch spitzkörnige, gelbliche Velumreste auf dem Hut und gelbe Flocken an Ring und Knolle.

### Arten aus anderen Gattungen
Ähnlichkeit kann unter Umständen der giftverdächtige Spitzschuppige Stachelschirmling (Echinoderma aspersum) aufweisen. Die Velumreste auf dem Hut sind nicht so flächig, sondern spitzer, sein Geruch ist kräftig, unangenehm stechend, und sein Fleisch rötet nicht.
Safranschirmlinge (Chlorophyllum) haben zwar rötendes Fleisch, aber ihr Stielring ist zumeist wesentlich kräftiger ausgebildet und statt Velumresten haben sie dunkle Schuppen auf dem Hut.
Einige Champignon-Arten (Agaricus) wie der Kleine Wald-Champignon (Agaricus silvaticus) röten ebenfalls, haben jedoch nie weiße (immer rosabräunliche bis braune) Lamellen und braune Faserschuppen anstatt Velumresten auf dem Hut.

## Ökologie
Der Perlpilz ist in Buchen- und Eichen-Mischwäldern, in Fichten-Tannen-, Fichten- und Kiefernforsten sowie in Parks und Gärten zu finden. Er bevorzugt ältere Bestände, die sich nahe dem Endzustand ihrer Entwicklung (Klimaxvegetation) befinden. Die Fruchtkörper erscheinen einzeln bis gesellig von Juni bis Oktober, bei entsprechenden Bedingungen auch bis in den Dezember.
Der Pilz ist auf mäßig frischen bis feuchten, sauren bis neutralen, selten auch schwach alkalischen Rankern, Regosolen, Braun- und Parabraunerden, Podsolen zu finden. Diese sind meist hager oder höchstens mäßig basen- und nährstoffhaltig. Das Ausgangsgestein sind dabei Bunt- oder Keupersandstein, basenarme Silikate sowie entsprechender Löß und Schwemmsand.
Der Perlpilz ist ein Mykorrhiza-Pilz, der vor allem mit Fichten und Rotbuchen eine Symbiose eingeht.

## Verbreitung
Der Perlpilz ist in der Holarktis meridional bis boreal verbreitet. So wurde er bereits in Nord- und Mittelamerika, in Europa (inkl. den Kanarischen Inseln), in Afrika in Marokko und Algerien sowie in Asien in Israel, Kleinasien, im Kaukasus, in Sibirien, auf Kamtschatka sowie in Korea und Japan nachgewiesen.
In Europa ist die Art vermutlich in allen Ländern weit verbreitet. Sie ist von Großbritannien und Frankreich im Westen bis Belarus und Russland im Osten sowie von Island und Fennoskandinavien im Norden bis Spanien, Italien und Bulgarien im Süden anzutreffen. Nordwärts reicht das Gebiet bis zum 70. Breitengrad. In Deutschland ist der Pilz überall dicht verbreitet und gemein.

## Systematik
Der Perlpilz tritt in verschiedenen Farbvarianten auf und kann auch beeinflusst durch die Witterung unterschiedliche Erscheinungen annehmen. So gibt es beispielsweise eine rein weiße Variante. Weiterhin wird die var. annulosulphurea unterschieden, die eine deutlich schwefelgelbe Manschette und Stielspitze besitzt. Die Fruchtkörper sind meist schmächtiger und besitzen einen kleineren, am Rand gerieften Hut.

## Bedeutung
Der Perlpilz ist essbar, wenn er gut erhitzt wurde. Roh ist er aufgrund der hitzelabilen Magen-Darm-Gifte und Hämolysine giftig. Die Huthaut und die Manschette sollten zur geschmacklichen Verfeinerung entfernt werden. Über den Speisewert gehen die Meinungen auseinander. Während einige ihm aufgrund eines eher schwach ausgeprägten Eigengeschmacks einen mäßigen Speisewert zuschreiben, wird er von anderen aufgrund seines zart milden Geschmacks hoch geschätzt. Er ist allerdings häufig von Pilzmückenlarven ("Maden") befallen.

## Galerie
Die nachfolgende Galerie verdeutlicht die große farbliche Variabilität des Perlpilzes.

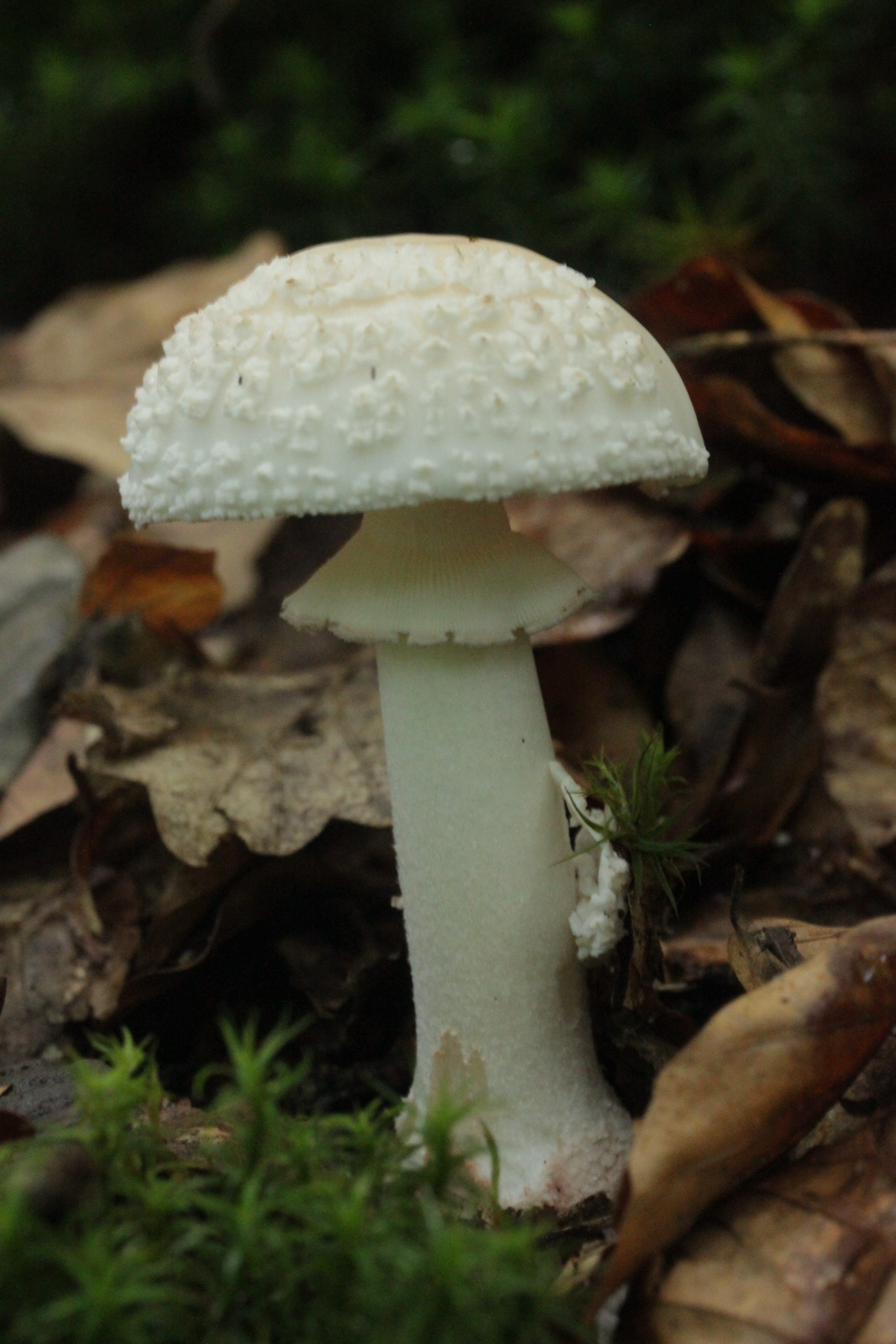
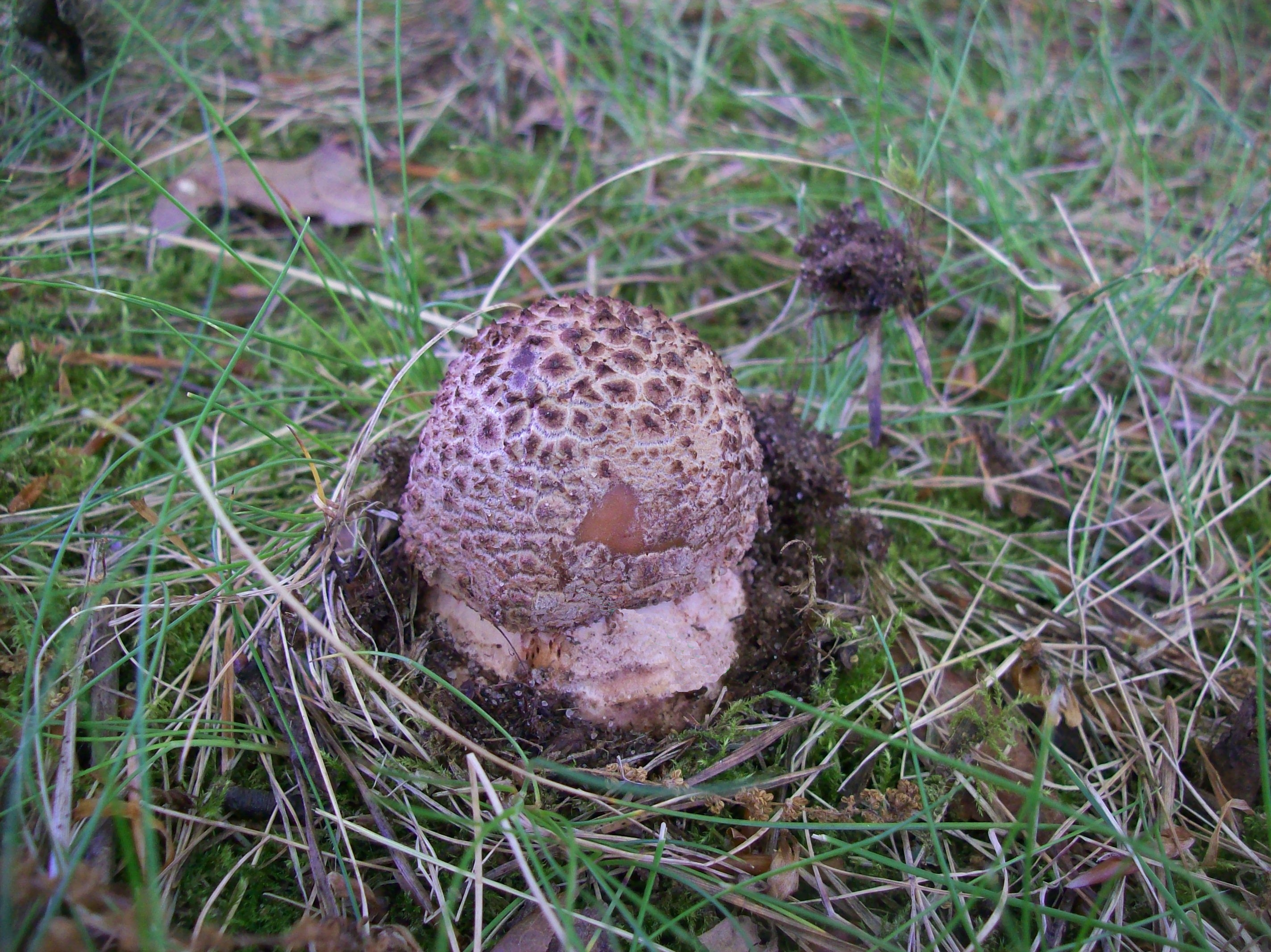
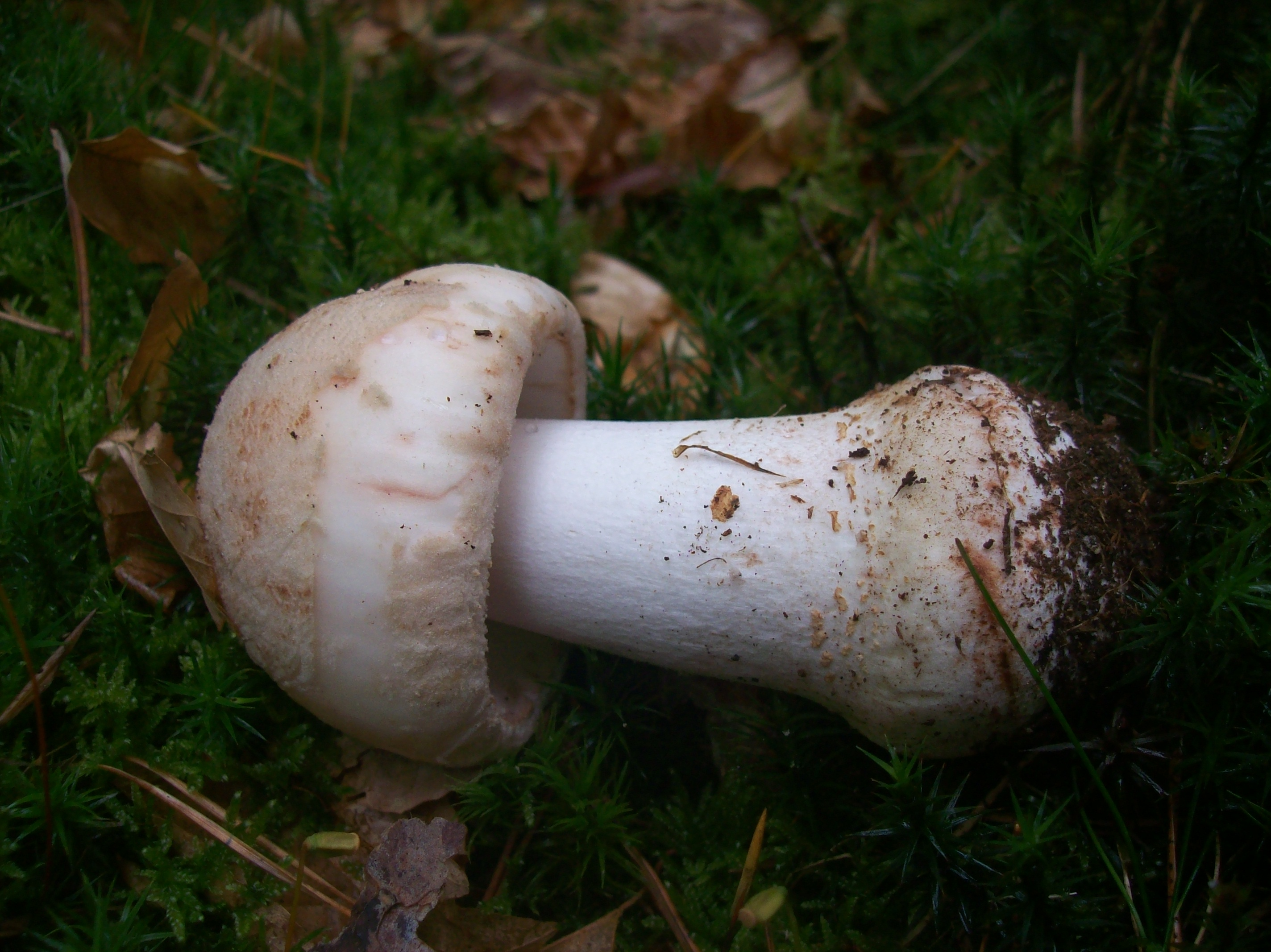
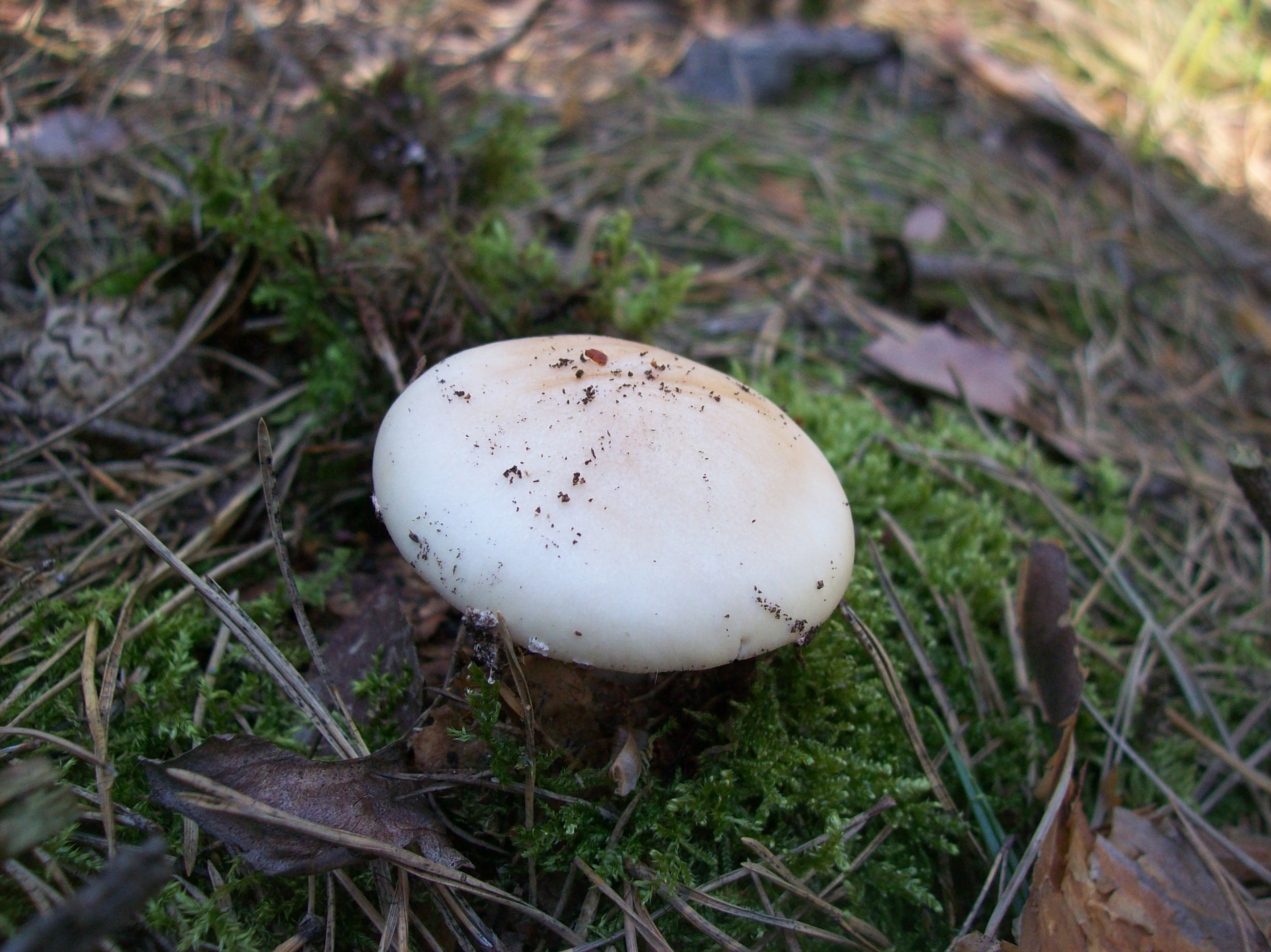
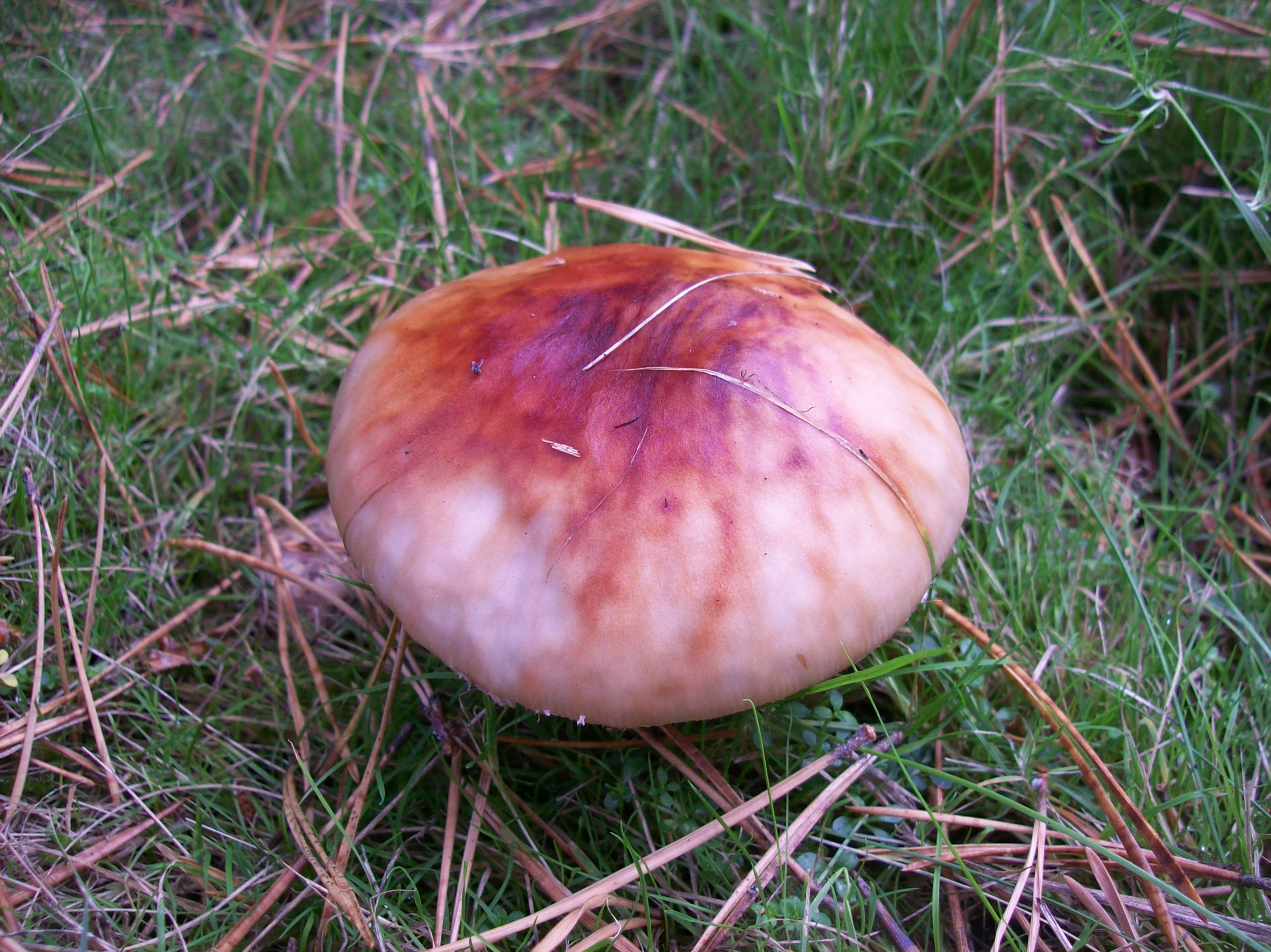
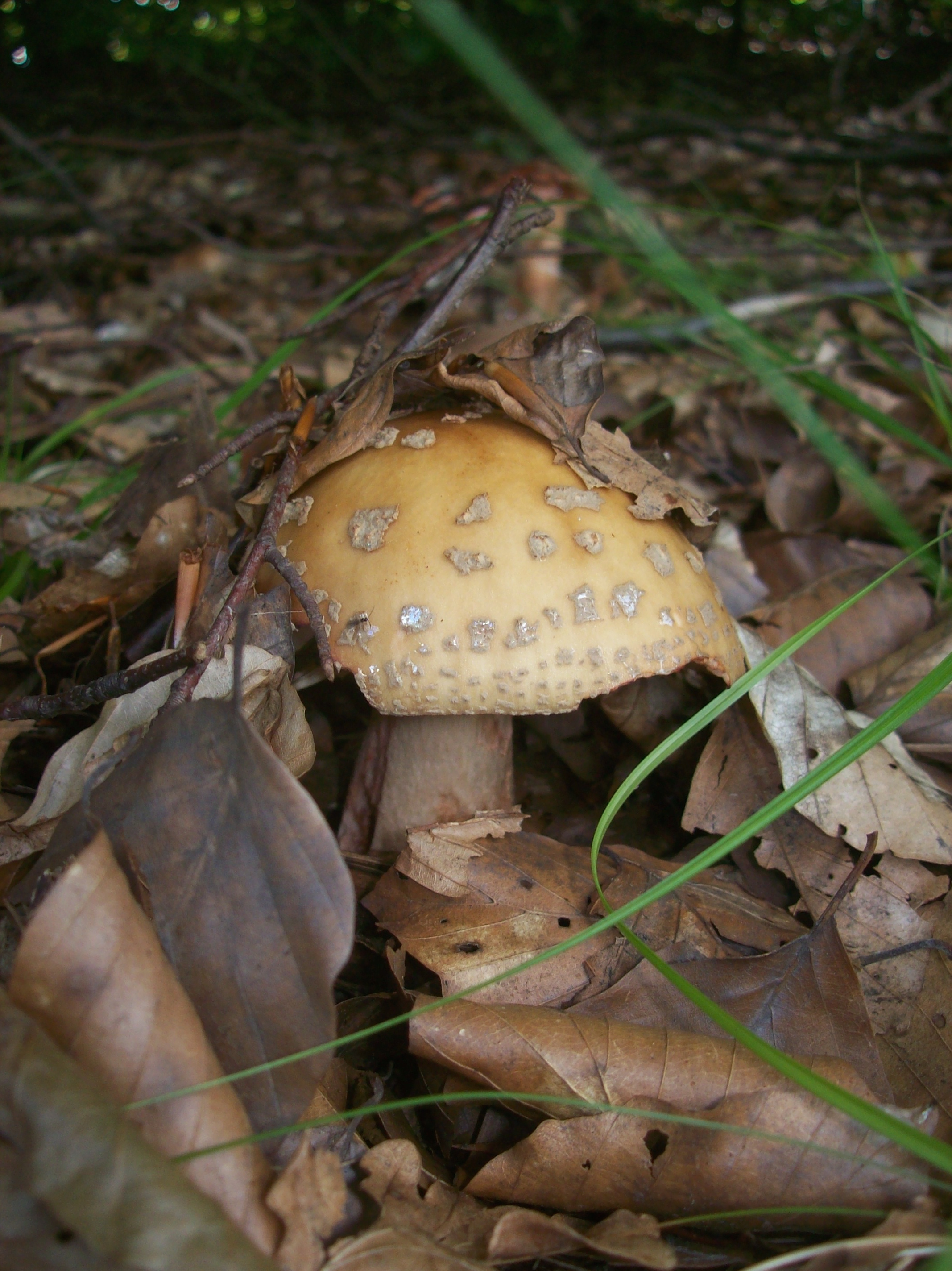
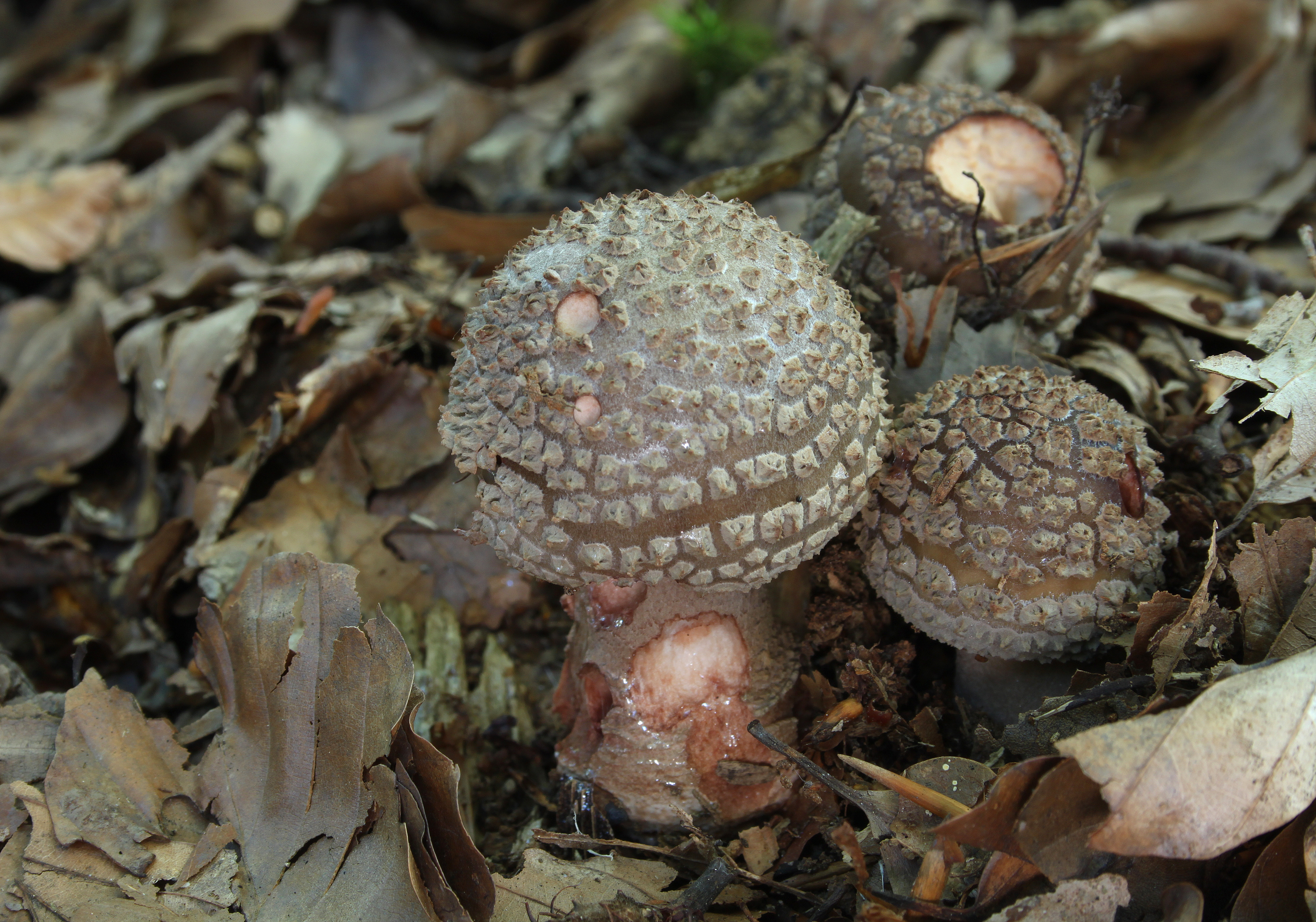